# Джанто
Кота-Джанто (Jantho town) — невелике місто в провінції Ачех в Індонезії. Джанто є резиденцією місцевого уряду регентства Ачех-Бесар. Він займає площу 592,5 км 2 і мав населення 8443 за переписом 2010 року та 9440 за переписом 2020 року.
Джанто став відомим завдяки репортажам, коли жінку публічно пошмагали батогом згідно з законами шаріату.

## Клімат
Джанто має клімат тропічного лісу (Af) з помірними або сильними опадами цілий рік.

## Примі
1. 1 2 3 4 5 6 7 8 9 10 11 12 13  Indonesian Minister of Home Affairs Decree Number 050-145 of 2022
2. ↑  Biro Pusat Statistik, Jakarta, 2011.
3. ↑  Badan Pusat Statistik, Jakarta, 2021.
4. ↑  24 hours in pictures. The Guardian. 8 квітня 2011.
5. ↑  Islamization Watch: Indonesian women caned at mosque for selling food during Muslim festival of Ramadan: Crowd shouts: "Add to it. Let her feel it." Архів оригіналу за 11 жовтня 2011. Процитовано 25 жовтня 2011.